# توب غير (موسم 27)
توب غير 27 (بالإنجليزية: Top Gear)‏ هو السلسلة السابعة والعشرون للبرنامج التلفزيوني البريطاني الذي يهتم بالمركبات، توب جير، تم إنتاجه في المملكة المتحدة. بدأ عرضه في سنة 2019. عرض على بي بي سي تو. بلغ عدد حلقاته 5 حلقات، تم بث البرنامج لأول مرة بتاريخ 16 يونيو 2019 بينما تم بث آخر حلقة منه بتاريخ 2019. مقدمو البرنامج كريس هاريس وأندرو فلينتوف.